# Fillols
Fillols ([fi'ʎols], igual en francès) és un poble i comuna de la comarca del Conflent, a la Catalunya del Nord. El terme té un únic nucli de població, però hi havia hagut unes importants mines de ferro, als Salvers i a d'altres indrets, explotades fins fa una cinquantena d'anys.

## Etimologia
Coromines estableix que l'origen del nom Fillols és Fūliolus, derivat de l'antropònim llatí Fūlius. A partir de principis de l'edat moderna es concretà la dissimilació de la primera vocal en i, probablement per influència del nom comú fillol.

## Geografia

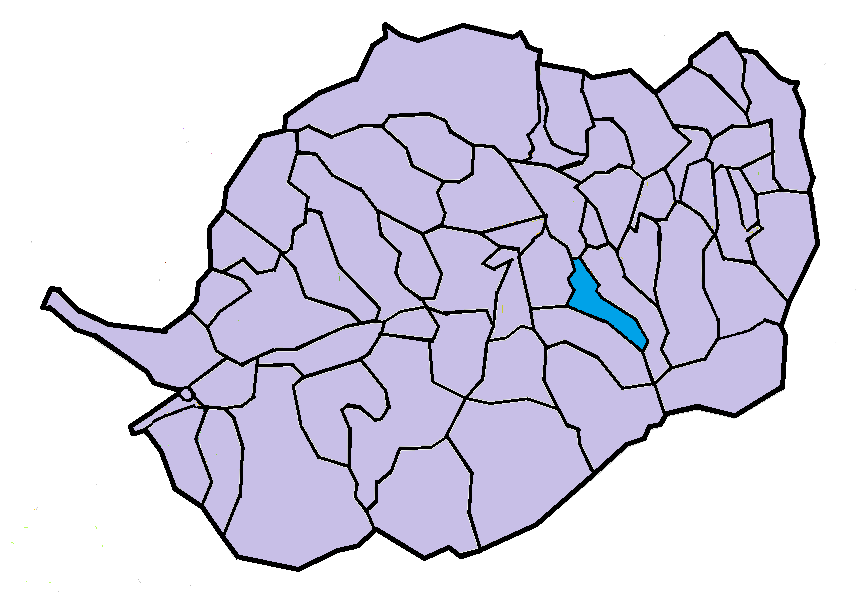
Situació de la comuna de Fillols al Conflent

El terme comunal de Fillols, de 84.000 hectàrees d'extensió, és situat en els contraforts septentrionals del Massís del Canigó, en una posició propera al centre de la comarca del Conflent, al seu sud-est.
El terme municipal de Fillols, antigament anomenat Fullols, es troba als vessants septentrionals del massís de Canigó i comprèn gairebé tota la vall de la Ribera de Fillols, afluent de la Tet a través del Cadí.
El punt més elevat del terme és el Pic Jofre (2.362 m), situat l'extrem sud-oriental del territori. La comuna que forma una estreta llenca seguint la vall, que fa que la comuna de Fillols tingui una forma semblant a un mitjó. El territori perd altitud ràpidament vers el nord-oest, i es destaquen a ponent i llevant alguns cims i colls que separen la vall de les veïnes del Sant Vicenç i de la Lliterà (el Roc Blanc, el Pic Cogulló i Coll de Juell a ponent; Coll de les Voltes i Coll de Milleres a llevant).
Termes municipals limítrofs:
|                      | Rià i Cirac |          |
| Cornellà de Conflent |             | Taurinyà |
|                      | Vernet      |          |

### El poble de Fillols

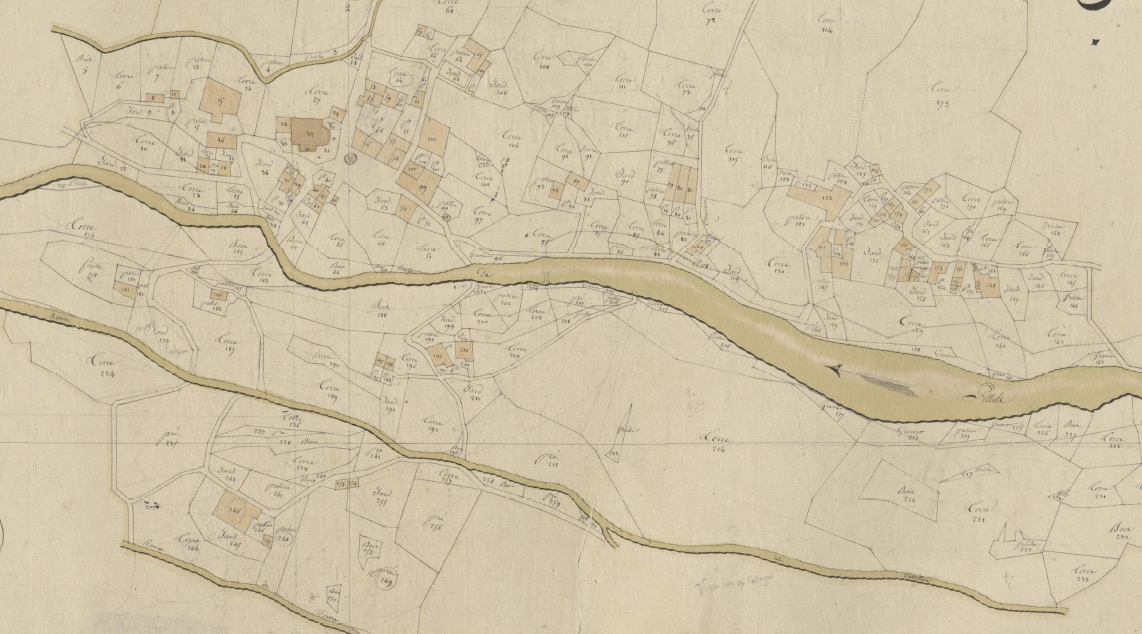
Fillols en el Cadastre napoleònic del 1812 (Arxius Departamentals dels Pirineus Orientals)

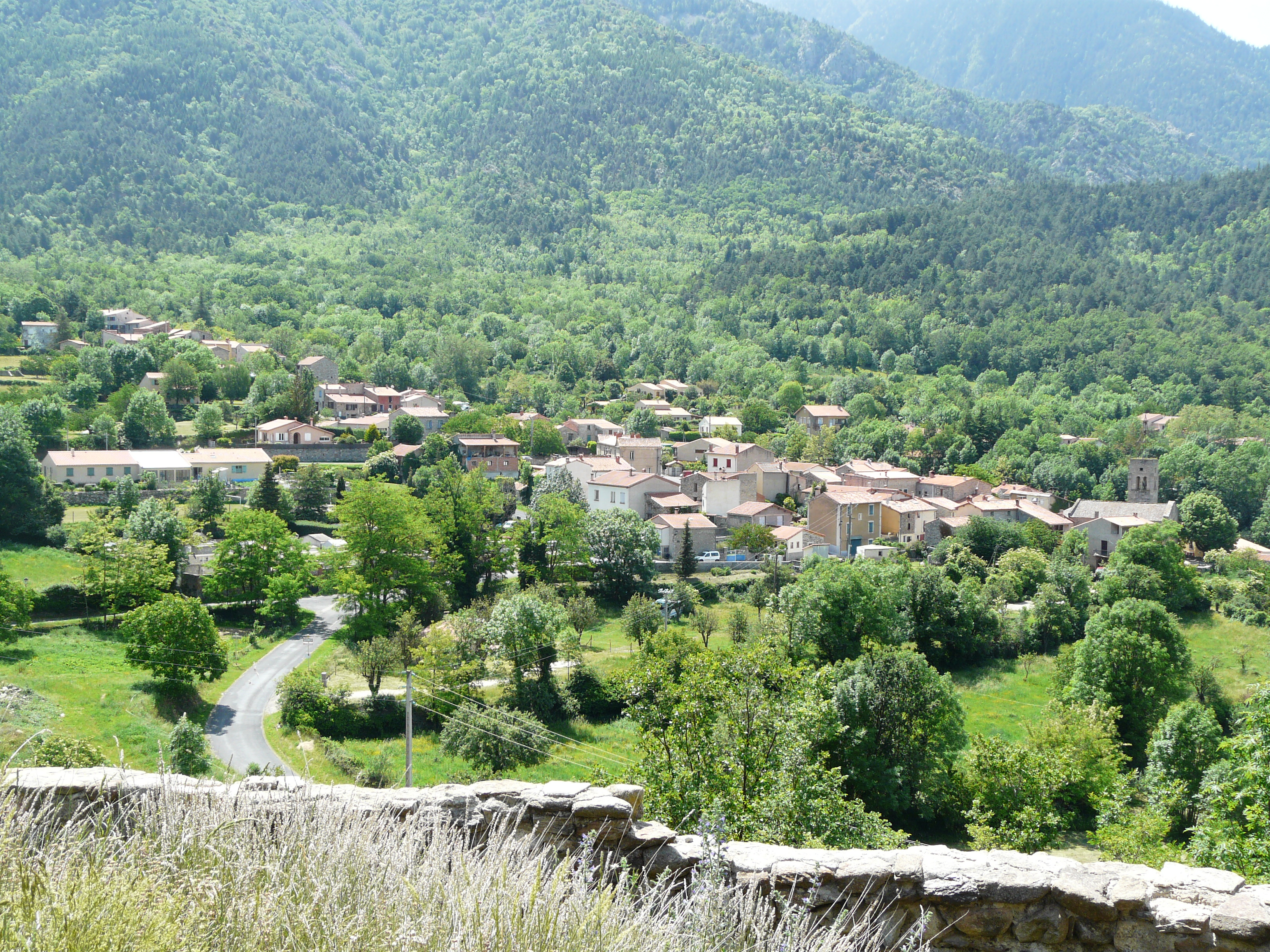
Vista general de Fillols des de Sant Pere

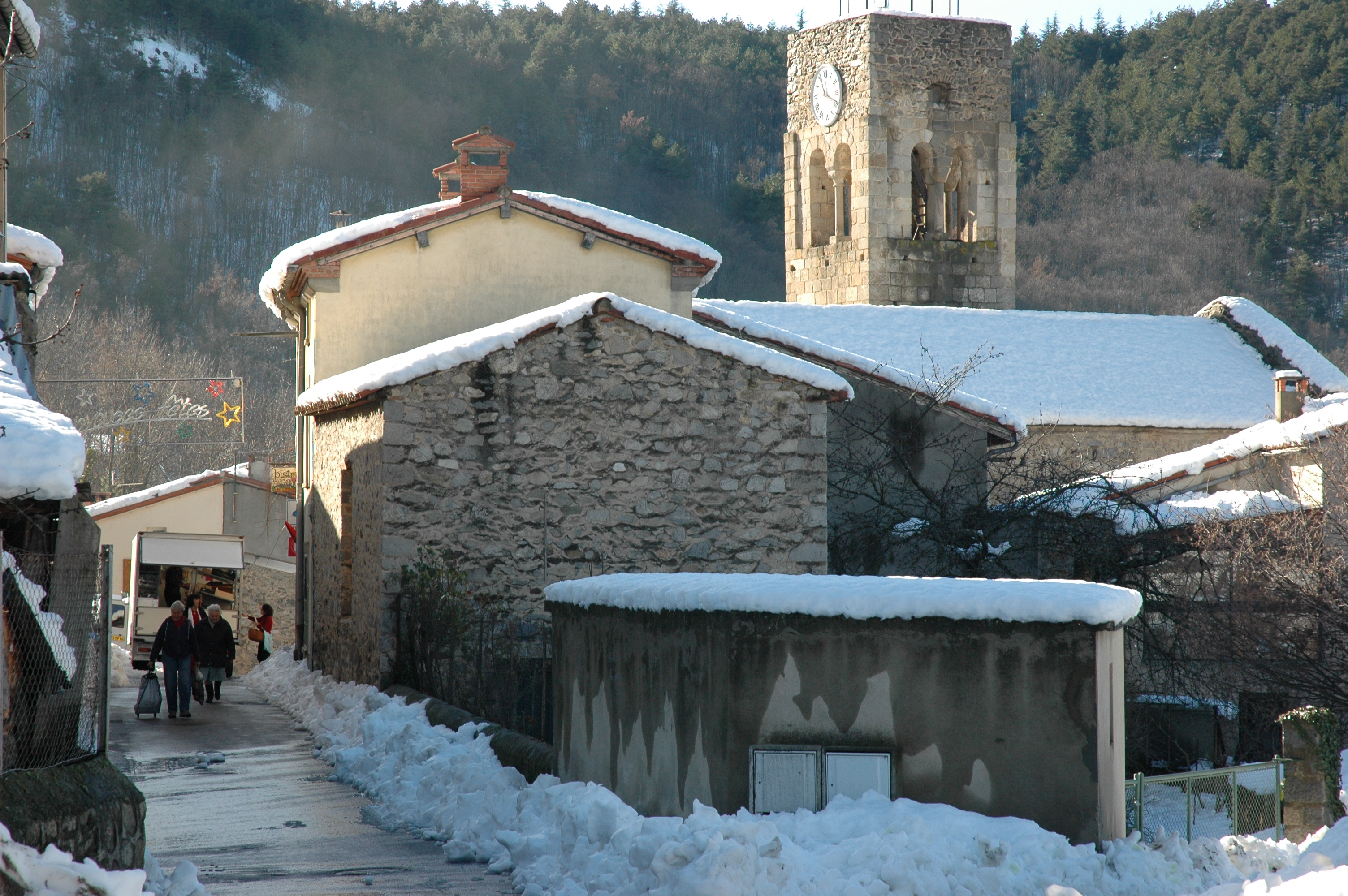
Imatge nevada del poble, amb la botiga de queviures ambulant

El poble de Fillols és al centre de la meitat nord-occidental del seu terme comunal, en una zona bastant planera, dins d'un terme orogràficament molt trencat.
El nucli de Fillols, antigament Fullols, és poc compacte; agrupat a l'entorn d'una plaça i a penes quatre carrers, amb l'església parroquial de Sant Feliu de Fillols, romànica, en el seu extrem nord-oest. El poble s'estén als dos costats de la Ribera de Fillols, tot i que el nucli primitiu n'és a la dreta. El poble s'ha estès cap a l'esquerra del riu, al sud del poble vell, així com cap al nord-oest i a l'est, mitjançant cases unifamiliars envoltades de jardins i horts. Tanmateix, és dels pobles dels seus entorns que ha crescut menys en els darrers cinquanta anys.
En una elevació al nord del poble hom pot veure les restes de l'antiga església de Sant Pere de Fillols, també romànica.

### Fangà i Ligirà
Els antics llocs de Fangà i Ligirà estan documentats des del segle ix fins al XIV; eren alous dependents del monestir de Cuixà. Possiblement el primer era a la zona on hi ha les mines de Fillols, però se'n coneix molt poca cosa més que la seva existència a l'edat mitjana.

### Els masos del terme
Les construccions aïllades del terme de Fillols són els cortals de l'Adrièn, abans d'en Sicart, de l'Artillur, abans Castanys, el Mas de Baix i el Mas de Dalt. És en ruïnes el Cortal d'en Vergers i el mas de la Vernosa, i són desapareguts, amb el nom ja en desús, els cortals de l'Acezat, dos de l'Anglada, d'en Lafont, dos d'en Sicart, el d'en Vergers i el Mas d'en Ramon, a més dels molins de l'Anglada. També cal esmentar el càmping de les Sauterelles.

### Hidrografia

#### Cursos d'aigua
El riu principal del terme de Fillols és la ribera del mateix nom, que es forma per la unió de la Canal de la Jaceta, la Canal de l'Orri i la Canal del Roc d'Onze Hores al sud-est del terme de Fillols, en plena Muntanya de Fillols, al nord-oest de la Jaça del Roc i també al nord-oest del Pic de la Castella i del Pic Jofre, que són els punts més elevats del terme. Sempre cap al nord-oest, rep per l'esquerra la Canal del Roc Blanc i després el Còrrec del Roc Castellar. En aquest tram, la Ribera de Fillols rep els afluents més llargs per l'esquerra, costat en què és més suau el pendís de la muntanya; per la dreta, el pendís de la muntanya és més costerut i abrupte. Precisament a la dreta deixa, una mica enlairats, els cortals de l'Anglada i d'en Vergers. Quan arriba a prop del Cortal de l'Artillur, abans Castanys, la ribera fa un ample revolt i encara els Prats d'Amunt, ara en direcció oest, sempre amb el traçat ple de retombs, on rep per l'esquerra el Còrrec de l'Estenedor de la Beneta. Tot seguit troba els Molins de l'Anglada i, al cap de poc, el poble de Fillols, que deixa a la dreta.
Passat el poble, rep per l'esquerra el Còrrec de Castelló, força llarg i que discorre tot ell de forma paral·lela a la Ribera de Fillols,i després el Còrrec de Vallcirera, que hi aporta també el Canal de la Canaleta i el Còrrec de la Costa. Just abans de sortir del terme, rep encara, també per l'esquerra, el Còrrec de la Sorra.
Al nord-oest del terme de Fillols hi ha una vall que no pertany a la conca de la Ribera de Fillols, sinó que és una vall a part, la del riu Merder, que s'aboca cap al terme de Rià i Cirac. És la capçalera i el curs mitjà d'aquest riu, i forma una petita vall encaixada entre les del Cadí i del Lliterà. La capçalera del Merder està formada pels còrrecs de Cirac i del Pla, o de les Malloles, i els dos còrrecs dels Gramenars, i rep després per la dreta el Còrrec de les Vinyes, o de les Mines, amb el del Falguerar, i, just abans de sortir del terme, el Còrrec del Roc del Ram.

#### Canals d'irrigació i altres
Hi ha també dos canals d'irrigació, el Rec de Sant Pere i la Moladora, o Rec de la Moladora. Cal esmentar, finalment, el Rentador del Mas de Dalt.

### Orografia
Alguns dels topònims de Fillols indiquen indrets de caràcter geogràfic:

#### Boscs
Bosc de Fillols.

#### Clotades
Clot de les Vinyes i les Clotes.

#### Colls
Coll de Juell, o del Juell, Coll de la Truja, Coll de les Voltes, Coll de Milleres, Collet Verd, Coll Vell.

#### Costes
La Costa, les Costes dels Anglades (antigament la Costa de l'Anglada).

#### Mines
El Mener de Feliparti, el Mener de Ramí, els Meners, els Meners de Fillols, els Meners dels Salvers.

#### Muntanyes
Pic Cogulló, Pic de la Castella, Pic dels Pradells, Pic Jofre.

#### Planes
El Pla, Pla de Milleres.

#### Serres i serrats
La Serra, el Serrat de la Lloca.

#### solanes
La Solana.

### El terme comunal
Els indrets específics i partides del terme de Fillols són els Aiguals, les Artigues, el Camp de Cirers, la Casca, la Cremada, l'Escala de l'Ós, l'Estació d'Angle, Fangà (nom antic, actualment), els Gramenars, la Jaça del Roc, la Jaceta, Ligirà (nom antic, també), el Mallol, les Malloles, la Mort de l'Home, la Muntanya de Fillols, Morcarà, l'Orri, l'Orri Vell, els Prats, els Prats d'Amunt, la Quirra, la Roca, Roc Castellar, Roc de la Perdigalla, Roc del Ram, Sant Joan, Sant Pere, la Socarrada (antigament, en plural), el Vinyal, les Vinyes de la Roca, les Vinyes de la Socarrada, les Vinyes del Solà de Cornellà i el Voló.

#### Senyals termenals
El Roc Blanc i el Roc d'Onze Hores.

## Transports i comunicacions

### Carreteres
Dues carreteres travessen el terme de Fillols; d'una banda, la D - 27 (Prada - N - 116, a Serdinyà), que uneix Fillols amb Taurinyà (2,6 quilòmetres), Codalet (6) i Prada (6,7), cap al nord-est, i amb Vernet (2,1), Saorra (5), Aituà (7,2), Escaró (8,6), Joncet (11,2) i Serdinyà (12,4), cap a l'oest. És una carretera llarga i recargolada, perquè està recorrent tota l'estona els contraforts septentrionals del Massís del Canigó.
D'altra banda, hi ha la carretera D - 47 (Cornellà de Conflent - Fillols), que uneix aquestes dues poblacions en 3,7 quilòmetres.

### Transport públic col·lectiu
Fillols no té cap servei de transport públic habitual. Com altres pobles petits, disposa del TAD (Transport a la demanda).

### Els camins del terme
Els camins interns del terme de Fillols són el Camí de la Cogolera, el de les Malloles, el de les Voltes, el del Solà i el de Sant Joan. La resta de camins enllacen Fillols amb els pobles i termes veïns: Camí de Cornellà, Camí del Canigó, Camí del Coll de Juell, Camí del Coll de Milleres, Camí de Prada, Camí de Taurinyà, Camí de Vernet, Camí Vell de Cornellà, i les rutes de Cornellà, Taurinyà i Vernet. A part, cal esmentar el Balcó del Canigó i el Camí de Gran Recorregut GR - 10, rutes habituals dels muntanyencs que travessen el terme de Fillols.

## Activitats econòmiques
Fins a la dècada dels seixanta del Segle XX, les mines de Fillols ocupaven una part important de l'activitat econòmica de Fillols. S'extreia mineral de ferro de molt bona qualitat que es duia als alts forns de Rià. No es van esgotar els meners, però la crisi general que es va produir en aquest sector va fer que s'aturés l'activitat en aquestes mines.
Els vessants del Canigó estan parcialment coberts de bosc, i la superfícia apta per a l'agricultura es redueix a unes 60 hectàrees, repartides en una vintena d'esplotacions. Sobretot hi ha arbres fruiters (pomeres i algunes pereres), una mica de vinya i hortalisses i una extensió important de pastures i farratges. Hi ha una vuitantena de caps de boví i quinzena d'oví.

## Història
El lloc de Fuliols apareix documentat des del 887 (Fuliols) com un indret on el monestir de Cuixà tenia molts alous, que s'anaren ampliant per donacions diverses. Per tal d'administrar aquestes possessions, Cuixà hi va fundar una pabordia. Aquesta possessió de Fillols a Cuixà arribà fins a la Revolució Francesa. Algunes rendes, però, eren del priorat de Santa Maria de Cornellà de Conflent. Havien estat donades al priorat esmentat pels comtes de Cerdanya Guillem Ramon i Guillem Jordà, i havien estat confirmades pel rei Jaume I el 1263.

## Demografia

### Demografia antiga
La població està expressada en nombre de focs (f) o d'habitants (h)
| 35 f | 33 f | 13 f | 6 f | 8 f | 12 f | 9 f | 29 f | 25 f | 184 h | 41 f | 44 f |

### Demografia contemporània
| Evolució de la població |      |      |      |      |      |      |      |      |
| 1793                    | 1800 | 1806 | 1821 | 1831 | 1836 | 1841 | 1846 | 1851 |
| 230                     | 187  | 213  | 279  | 317  | 296  | 299  | 263  | 311  |

| 1856 | 1861 | 1866 | 1872 | 1876 | 1881 | 1886 | 1891 | 1896 |
| ---- | ---- | ---- | ---- | ---- | ---- | ---- | ---- | ---- |
| 293  | 283  | 297  | 293  | 340  | 515  | 429  | 394  | 410  |

| 1901 | 1906 | 1911 | 1921 | 1926 | 1931 | 1936 | 1946 | 1954 |
| ---- | ---- | ---- | ---- | ---- | ---- | ---- | ---- | ---- |
| 423  | 412  | 432  | 332  | 278  | 251  | 215  | 230  | 285  |

| 1962 | 1968 | 1975 | 1982 | 1990 | 1999 | 2006 | 2011 | 2015 |
| ---- | ---- | ---- | ---- | ---- | ---- | ---- | ---- | ---- |
| 238  | 187  | 141  | 163  | 141  | 141  | 150  | 169  | 178  |

Fonts: Ldh/EHESS/Cassini fins al 1999, després INSEE a partir deL 2004

### Evolució de la població

Població 1962-2008

## Administració i política

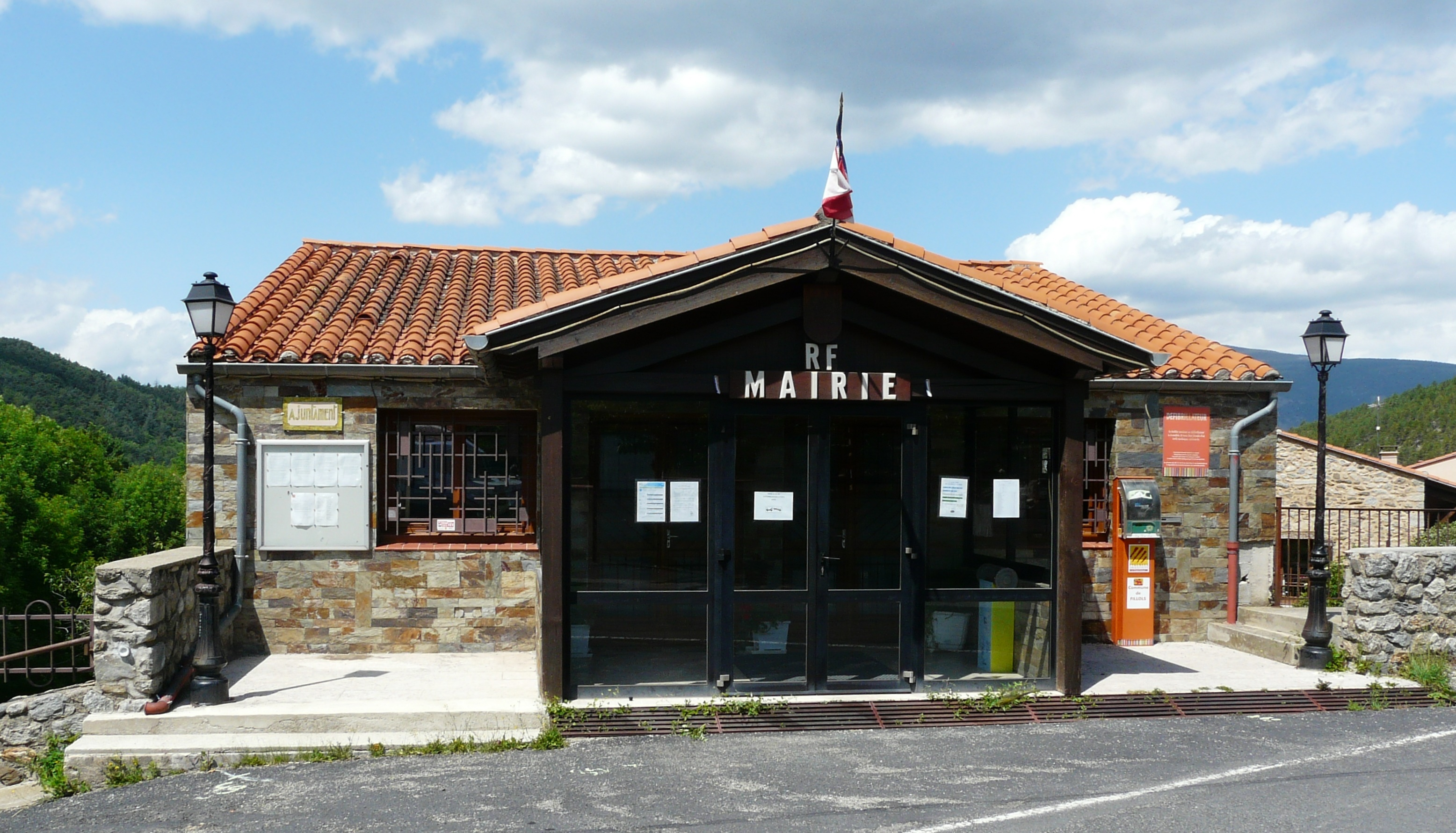
La Casa del Comú

### Batlles
| Alcalde         | Període                       |
| --------------- | ----------------------------- |
| Michel Taurigna | Març del 2001 - Maig del 2009 |
| Claude Escape   | Maig del 2009 - Moment actual |

### Legislatura 2014 - 2020

#### Batlle[9]
- Claude Escape.

#### Adjunts al batlle[10]
- 1r: François Picard
- 2a: Isabelle Duran Bouils.

#### Consellers municipals
- Aline Barbier
- Arnaud Binoche
- Xavier Bourrec
- Guy Carol
- Francis Guerlin
- Catherine Isaia
- Laurent Montagne
- Jean-Pierre Riu
- Marie Sarrotte
- Sabine Seignon.

### Adscripció cantonal

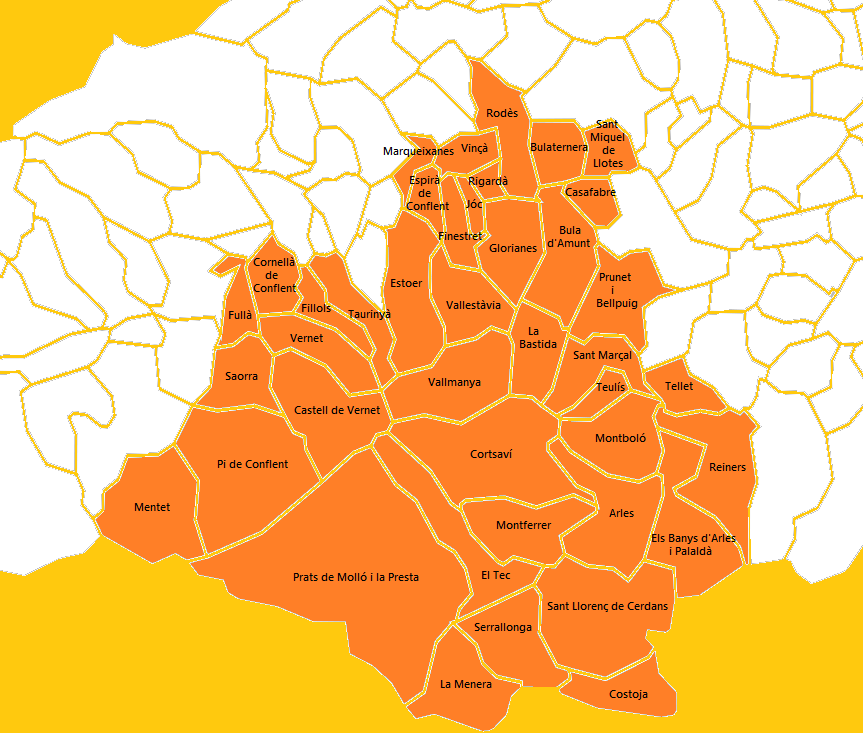
Mapa del Cantó del Canigó

A les eleccions cantonals del 2015 Fillols ha estat inclòs en el cantó número 2, denominat El Canigó, amb capitalitat al poble dels Banys d'Arles, de la comuna dels Banys i Palaldà. Està format per les viles d'Arles, Prats de Molló i la Presta, Sant Llorenç de Cerdans, del Vallespir, i Vinçà, del Conflent, i els pobles del Conflent de Castell de Vernet, Cornellà de Conflent, Espirà de Conflent, Estoer, Fillols, Finestret, Fullà, Glorianes, Jóc, Marqueixanes, Mentet, Pi de Conflent, Rigardà, Rodès, Saorra, Taurinyà, Vallestàvia, Vallmanya i Vernet, els del Rosselló de la Bastida, Bula d'Amunt, Bulaternera, Casafabre, Prunet i Bellpuig, Sant Marçal, Sant Miquel de Llotes, Tellet i Teulís, i els del Vallespir dels Banys i Palaldà, Cortsaví, Costoja, la Menera, Montboló, Montferrer, Reiners, Serrallonga i el Tec forma part del cantó número 2, del Canigó (nova agrupació de comunes fruit de la reestructuració cantonal feta amb motiu de les eleccions cantonals i departamentals del 2015). Són conselleres per aquest cantó Ségolène Neuville i Alexandre Reynal, tots dos del Partit Socialista francès.

### Serveis comunals mancomunats
Fillols forma part de la Comunitat de comunes de Conflent - Canigó, amb capitalitat a Prada, juntament amb Prada, Arboçols, Campome, Campossí, Canavelles, Castell de Vernet, Catllà, Clarà i Villerac, Codalet, Conat, Cornellà de Conflent, Escaró, Espirà de Conflent, Estoer, Eus, Finestret, Fontpedrosa, Fullà, Jóc, Jújols, Marqueixanes, els Masos, Mentet, Molig, Mosset, Noedes, Nyer, Oleta i Èvol, Orbanyà, Orellà, Pi de Conflent, Rià i Cirac, Rigardà, Saorra, Serdinyà, Soanyes, Sornià, Tarerac, Taurinyà, Toès i Entrevalls, Trevillac, Vallestàvia, Vallmanya, Vernet, Vilafranca de Conflent i Vinçà.

## Ensenyament i Cultura

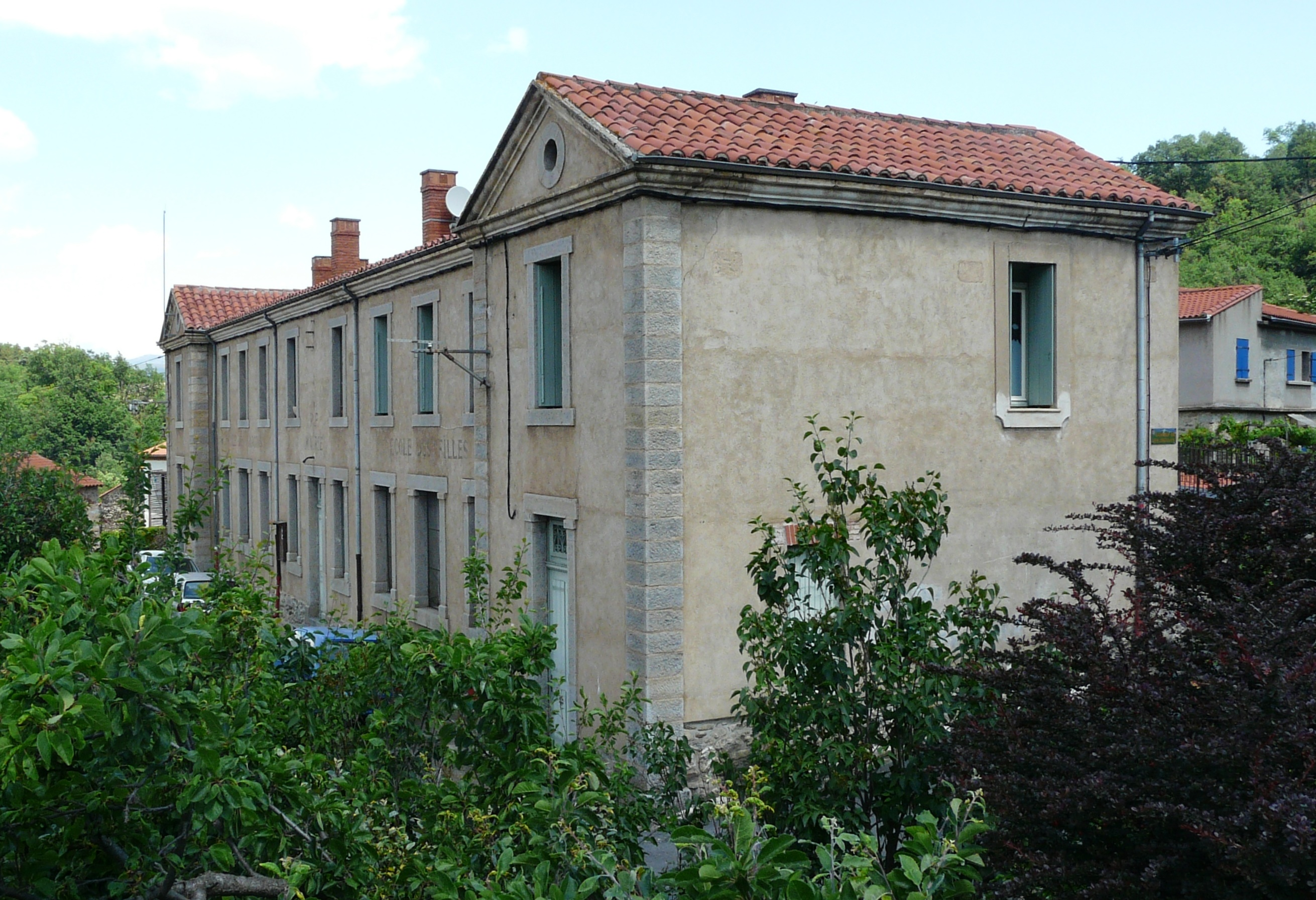
Antigues escoles, ara reconvertides en habitatges particulars

Fillols no té actualment cap centre d'ensenyament, atesa la poca població de la comuna. Els centres d'ensenyament maternal i primari més propers són els públics de Cornellà de Conflent, Fullà, Saorra, Vernet i Vilafranca de Conflent. Pel que fa a secundària, els col·legis d'Arles, Illa o Prada, i els liceus de Prada per al batxillerat.
En el poble i terme hi ha un bon grapat d'associacions ciutadanes de diverses menes: defensa dels drets fonamentals (dues), comunicació i informació (una), activitats artístiques i culturals (dues), oci (una), acció sociocultural (dues), caça i pesca (una), entorn i medi ambient (dues) i promoció de l'allotjament (una).

## Llocs i monuments
- L'església de Sant Feliu (segle xii)
- L'església de Sant Pere, d'estil romànic, avui enrunada.